# آلبانو اولیوتی
 آلبانو اولیوتی (انگلیسی: Albano Olivetti؛ زادهٔ ۲۴ نوامبر ۱۹۹۱) یک تنیس‌باز اهل فرانسه است.